# Veluticeps ambigua
Veluticeps ambigua är en svampart som först beskrevs av Peck, och fick sitt nu gällande namn av Hjortstam & Tellería 1990. Veluticeps ambigua ingår i släktet Veluticeps och familjen Gloeophyllaceae.   Inga underarter finns listade i Catalogue of Life.